# Bernhard Elsner
Bernhard Elsner (* 30. Januar 1927 in Königsberg; † 24. Juli 2017) war ein Generalmajor im Ministerium für Staatssicherheit (MfS) der Deutschen Demokratischen Republik (DDR). Er war von 1972 bis 1987 Kommandeur des Wachregiments „Feliks Dzierżyński“.

## Leben
Elsner, Sohn eines Kutschers, machte nach der Volksschule eine Ausbildung zum Maschinenschlosser, die er 1944 abschloss. Im selben Jahr ging er in den Reichsarbeitsdienst (RAD), danach als Freiwilliger in die Wehrmacht und kämpfte im Zweiten Weltkrieg. Zum Kriegsende 1945 geriet er in sowjetische Kriegsgefangenschaft, aus der er 1949 entlassen wurde.
Elsner siedelte sich in der Sowjetischen Besatzungszone Deutschlands (SBZ) an und wurde noch 1949 von der Volkspolizei (VP) eingestellt. Er trat 1950 in die Sozialistische Einheitspartei Deutschlands (SED) ein, wechselte 1951 zum Wachbataillon Adlershof des MfS, dem späteren Wachregiment „Feliks Dzierżyński“, und wurde 1952 Kompaniechef. Dort wurde er 1957 zum Stabschef des I. Bataillons befördert.
Von 1958 bis 1959 studierte er am Militärinstitut in Moskau, wurde anschließend Stabschef des I. Kommandos und 1960 Offizier für militärwissenschaftliche Arbeit im Regimentsstab I. Im Jahr 1961 wurde er 1. stellvertretender Kommandeur des Wachregiments „Feliks Dzierżyński“ und 1962 Stabschef des Regiments. Von 1965 bis 1968 studierte er an der Militärakademie „Friedrich Engels“ der NVA mit dem Abschluss als Diplom-Militärwissenschaftler. Elsner wurde 1971 zum Oberst befördert und war dann von 1972 bis 1987 Kommandeur des Wachregiments (Nachfolger von Heinz Gronau). Am 6. Februar 1976 wurde Elsner vom Vorsitzenden des Nationalen Verteidigungsrates der DDR, Erich Honecker, zum Generalmajor ernannt. 1987 wurde er zur Hauptverwaltung Kader und Schulung versetzt und war dort Offizier für Sonderaufgaben.
Nach dem Ende der DDR erfolgte 1990 Elsners Entlassung aus dem Dienst. Später war er Geschäftsführer der Initiativgemeinschaft zum Schutze der sozialen Rechte ehemaliger Angehöriger der bewaffneten Organe und der Zollverwaltung der DDR (ISOR), der von Wissenschaftlern und Politikern immer wieder Geschichtsrevisionismus vorgeworfen wurde.